# Satoshi Kon
Satoshi Kon (今 敏, Kon Satoshi) est un mangaka, réalisateur et scénariste de films d'animation japonais, né le 12 octobre 1963 à Hokkaidō et mort d'un cancer le 24 août 2010 à Tōkyō.
Après des débuts en tant que mangaka et co-scénariste pour le cinéma auprès de Katsuhiro Ōtomo, Satoshi Kon fait ses débuts dans le cinéma d'animation avec Ōtomo et Mamoru Oshii (Patlabor 2, 1993).
En 1997, il réalise son premier film d'animation, Perfect Blue, avec le studio Madhouse, qui traite du milieu des idoles japonaises. S'il aborde d'autres sujets par la suite (Millennium Actress, 2002 ; Tokyo Godfathers, 2003), son style conserve une approche de la réalité subjective. Il réalise la série d'animation Paranoïa Agent, prémices à Paprika (2006) qui obtient une reconnaissance internationale.
Au-delà de son travail, l'auteur s'engage et participe à la création de la Japanese Animation Creators Association (en) (JANICA) afin d'améliorer les conditions de travail des jeunes animateurs.

## Biographie

### Enfance
Satoshi Kon est né à Sapporo, Hokkaido, le 12 octobre 1963. Enfant, au gré des mutations professionnelles de son père, il déménage à Kushiro, Sapporo et Kushiro. Il est accepté à l'université d'art de Musashino (préfecture de Tokyo), au département de design de communication visuelle,,. Son frère aîné est un guitariste professionnel japonais,.

### Début de carrière: du manga à l'animation
En 1985, alors qu'il étudie la conception graphique à l'université, il présente le manga Toriko qu'il dessine en tant que passe-temps au Prix Chiba Tetsuya de Young Magazine, et remporte l'Excellent Newcomer Award, le deuxième prix. Son manga est publié dans le magazine,,. Cela l'amène à s'impliquer dans la production du manga Akira en tant qu'assistant de Katsuhiro Ōtomo,.
Après avoir terminé l'université en 1987, il continue à travailler comme dessinateur à plein temps jusqu'à la fin de la vingtaine, publiant deux livres Tankōbon en l'espace d'environ sept ans, Kaikisen et World apartment horror,.
En 1990, Kaikisen est publié pour la première fois en couverture cartonnée par Kodansha, et en 1991, World apartment horror est publié par le même éditeur.
Pour World apartment horror, lorsque Kon apprend qu'Otomo travaille sur un film en prises de vues réelles, il fournit l'une des intrigues de son propre manga court. Il l'adapte par la suite dans son propre manga,,.
En 1991, il fait ses premiers pas dans l'animation avec l'OVA Roujin Z où il assume le rôle de cadre artistique et de layout, qui est planifié et écrit par Ōtomo,. Au départ, il ne doit travailler que sur les cadres artistiques, mais en raison d'un manque de ressources humaines, il prend également en charge le layout,. Dans l'animation japonaise, le cadre artistique est le chef-décorateur des films en prises de vue réelles, dont le travail principal consiste à planter le décor du film et à le concevoir,.
Dans l'animation japonaise, le layout est le décor spécifique de chaque scène d'une production et constitue un processus important qui détermine la composition picturale et le plan théâtral. Ayant ainsi fait l'expérience de positions à la fois intégratives et locales, il s'implique ensuite profondément dans l'animation. Après cela, il rejoint Gainax avec un contrat semi-contraignant pour produire Uru in Blue, mais il quitte le studio lorsque le projet est suspendu.
Après avoir travaillé sur le layout des films d'animation Cours, Melos ! et Patlabor 2 de Mamoru Oshii, le directeur général Hiroyuki Kitakubo lui demande de réaliser le cinquième épisode de la série vidéo JoJo's Bizarre Adventure pour la première fois en 1993,.
Il est crédité pour l'écriture, le storyboard et la réalisation, mais en fait, il a également dessiné la plupart des cadres artistiques et layout.
Dès le démarrage du projet du film d'animation omnibus d'Otomo Memories, prévu pour 1995, Kon rejoint naturellement le projet après ROUJIN Z. Il est responsable du scénario, du cadre artistique et du layout d'un des films, Magnetic Rose,. Bien qu'il n'ait aucune expérience préalable en tant que scénariste, Otomo lui demande d'écrire son premier scénario. Au départ, il est également chargé de la conception des personnages, mais il ne fait finalement que des croquis. C'est à cette occasion que Satoshi Kon va pour la première fois utiliser la notion de réalité subjective sur l'une des scènes du film qui n'était pas prévue dans l'intrigue originale. Son intérêt pour ce concept de mélange entre réalité et illusion commence ici.
En 1994, il est invité par Mamoru Oshii à coécrire le manga Seraphim pour un magazine d'anime, mais Kon est frustré par la lenteur de l'histoire et les scénarios explicatifs d'Oshii ; il décide alors de suivre la voie du divertissement, et Oshii quitte le projet. La série est immédiatement suspendue en 1995. Au printemps 1995, il commence à publier une série d'Opus dans le magazine manga, mais la série ne sera jamais été achevée, la publication du magazine ayant stoppé en 1996.
Il décide alors de mettre fin à sa carrière de mangaka et de se concentrer sur la réalisation d'animations.

### Premières réalisations
En 1997, Kon fait ses débuts de réalisateur avec le film Perfect Blue. Masao Maruyama, un producteur de Madhouse, qui admire son travail sur les OAV de JoJo's Bizarre Adventure, l'approche à l'automne 1994 pour savoir s'il serait intéressé par la réalisation,,,. Au départ, il ne s'agit pas d'un film, mais d'une œuvre conçue pour le marché étroit des OAV,. Lorsque l'offre est faite à Kon, le contenu est déjà fixé : une idole de catégorie B et un fan pervers. Kon n'a pas lu le roman original, mais seulement le premier script du film, censé être proche de l'original. Il n'utilise pas ce script dans le film,,,. Il écrit un tout nouveau scénario avec Sadayuki Murai, reprenant le principe du mélange de réalité et d'illusion qu'il avait utilisé dans Magnetic Rose,,. Le film connait un grand succès et se voit récompensé dans plusieurs festivals spécialisés.
Après Perfect Blue, Satoshi Kon veut adapter le roman Paprika de Yasutaka Tsutsui, dont il est un grand fan. Cependant, l'entreprise de production avec laquelle il veut collaborer fait faillite, et le projet est rangé au placard. Parallèlement, un des producteurs de Perfect Blue, séduit par le concept de réalité subjective, demande à Satoshi Kon de réaliser un nouveau film développant la même thématique.
C'est chose faite en 2002 avec Millennium actress (Sennen joyuu), film qui raconte la vie d'une grande actrice de cinéma ayant mystérieusement arrêté sa carrière alors qu'elle était à son apogée. Les scènes de cinéma ayant marqué sa carrière s'entrecroisent avec les événements qui ont réellement influencé sa vie.
Film à petit budget comme Perfect Blue (environ 1 million de dollar), le film connait un succès encore plus grand que le précédent et gagne encore plus de récompenses. Une fois encore, il collabore avec le scénariste Sadayuki Murai avec qui il cosigne le scénario et développe là aussi la notion de réalité subjective. Cependant, il joue davantage sur les notions de trompe-l'œil ainsi que sur la perte de la notion du temps.
En 2003, il réalise son troisième film, Tokyo Godfathers, dont les personnages principaux sont trois sans-abris à Tokyo qui, la veille de Noël, trouvent un bébé abandonné dans les ordures et décident de retrouver ses parents. Le film est présenté en première européenne au festival Nouvelles images du Japon à Paris en présence du réalisateur, qui anime également une master-class au Forum des Images à cette occasion.
Film au budget un peu plus élevé (2,4 millions de dollars environ) que ses précédentes réalisations, Satoshi Kon abandonne cette fois-ci la réalité subjective pour la comédie et des thématiques plus sociales comme l'exclusion ou la fuite des réalités,. Il change également de coscénariste, s'appropriant les services de Keiko Nobumoto, connue pour avoir signé les scénarios des séries animées Cowboy Bebop et Wolf's Rain.
L'année suivante, il réalise sa première série télévisée Paranoia agent (Mousou dairinin), composée de treize épisodes. Cette fois-ci, il renoue avec le fameux thème fiction-réalité et aborde de nombreux thèmes plus sociaux. La série, animée par le Studio Madhouse comme l'ensemble de ses films, est à la base un projet visant à travailler les idées qu'il a eues pendant ces dernières années et qu'il n'a pas pu exploiter dans ses films.
En 2006, il réalise Paprika (パプリカ, Papurika), un film de science-fiction tiré du roman de Yasutaka Tsutsui (1993). Il raconte l'histoire d'une équipe de scientifiques qui pénètrent l'univers des rêves dans le but de soigner leurs patients.
D'abord prévu après Perfect Blue mais n'ayant pu se faire par suite de la faillite de l'entreprise censée le produire, Satoshi Kon ressort le projet Paprika du placard à la suite d'une demande de l'auteur original lui-même, Yasutaka Tsutsui, qui, impressionné par Millenium Actress, contacte Satoshi Kon afin qu'il en fasse une adaptation.
Sorti en 2006, le film est un succès et est primé dans de nombreux festivals internationaux. Dans Paprika, Satoshi Kon ne souhaite pas faire un simple « résumé » du roman de Tsutsui mais davantage en transmettre l'« esprit » et le message. Satoshi Kon travaille là encore sur la notion de réalité subjective mais en mettant cette fois l'accent sur les rêves et leurs interconnexions dans le réel.
Après Paprika, Satoshi Kon travaille avec d'autres grand noms de l'animation comme Mamoru Oshii et Makoto Shinkai sur le projet Ani-Kuri 15, programme TV de la NHK diffusé en 2007. Il y réalise un court métrage d'une minute nommé Ohayō (littéralement, "Bonjour") qui montre une jeune femme à son réveil.
La même année, il participe à la création de la Japan Animation Creators Association (JANICA) qui vise à sensibiliser aux conditions de travail précaires des jeunes animateurs.
Finalement, il travaille sur un nouveau film nommé Yume Miru Kikai qui vise un public plus jeune que ses anciennes productions.
Il meurt le 24 août 2010 des suites d'un cancer du pancréas.
Pour les dix ans de sa disparition, un documentaire retraçant son œuvre est réalisé par Pascal-Alex Vincent, à la demande des producteurs et de la veuve de Satoshi Kon. Sorti en 2021, il comporte des entretiens avec des proches ayant collaboré avec Satoshi Kon, tels que Mamoru Oshii ou Mamoru Hosoda, mais également avec des cinéastes étrangers influencés par son travail.

## Thèmes et styles d'animation
Le thème des œuvres de Satoshi Kon est « le mélange de fiction et de réalité », et il dépeint à plusieurs reprises la relation entre les deux en utilisant différentes approches dans chaque œuvre,. Dans Perfect Blue, Millennium Actress et Paprika, la frontière entre fiction et réalité s'estompe progressivement et les personnages font des allers-retours entre les deux,. À première vue, Tokyo Godfathers ne semble pas traiter du motif « fiction et réalité », mais il existe un dispositif dans lequel la « fiction » des « miracles et coïncidences » est successivement introduite dans la vie réaliste des sans-abri de Tokyo. Les œuvres de Kon semblent viser le réalisme en termes de conception et d'expression des personnages, mais son objectif réel n'est pas de « dessiner des paysages et des personnes réalistes », mais de « dessiner le moment où des paysages et des personnes réels se révèlent soudainement n'être rien d'autre que de la « fiction » ou des « images ». Sa capacité à dépeindre un monde réaliste, qu'il a démontrée dans les œuvres de Katsuhiro Otomo et Mamoru Oshii en tant que collaborateur, est utilisée dans ses propres œuvres pour confondre le public en montrant le plus efficacement possible la punchline de la « transition de la réalité à la fiction ». C'est la raison pour laquelle il tient particulièrement à faire des films d'animation plutôt que des films de prises de vues réelles.

## Processus de création
Satoshi Kon est très impliqué dans l'élaboration de ses films, de la pré-production à la commercialisation.
Pour ses créations originales (Millennium Actress, Tokyo godfathers et Paranoia Agent), Satoshi Kon réfléchit tout d'abord à une histoire et voit si ses idées sont transposables dans un film. Si c'est une adaptation d'une œuvre originale comme pour Paprika, il réfléchit comment il peut exploiter l'œuvre, en ne cherchant pas à lui être la plus fidèle mais davantage à en retransmettre l'esprit. Après cela, il travaille sur une trame scénaristique puis la retravaille et l'étoffe avec un coscénariste. À ce poste, il a notamment travaillé avec Sadayuki Murai sur Perfect Blue et Millennium Actress puis Keiko Nobumoto sur Tokyo Godfathers et enfin Seishi Minakami depuis Paranoia Agent. Il envoie ensuite le scénario au studio Madhouse qui accepte, ou non, le projet. S'il est accepté, Satoshi Kon élabore le chara-design ainsi que la personnalité des personnages, étape qui peut durer 6 mois à un an. Depuis Paranoia Agent, il délaisse de plus en plus le rôle de chara-designer à Masashi Andō, un habitué de ses films. Une fois cette étape terminée, il conçoit le storyboard entièrement seul. Il insiste particulièrement sur ce point, montrant ses avantages et ses inconvénients. Cependant pour Paranoia Agent, il ne réalisa pas tous les storyboards et laissa plus de libertés au coscénariste .
L'étape suivante est la production proprement dite qui peut durer de 1 an et demi à deux ans. Il travaille à chaque fois avec quasiment la même équipe : Nobutaka Ike aux décors, Masafumi Mima aux sons, Susumu Hirasawa à la musique… Pour lui, le fait de travailler avec la même équipe à chaque fois lui permet de connaitre les capacités de chacun et ainsi de savoir qui sera le meilleur pour dessiner tel ou tel plan. Il estime notamment que ses films sont le résultat d'un véritable travail d'équipe dont il n'est que l'élément le plus visible.
Pour ses films, il ne bénéficie que d'un budget de quelques millions de dollars, bien loin des grosses production de l'animation japonaise (11 millions pour Metropolis) ou encore des productions américaines (150 millions pour WALL-E). Pour lui, son petit budget est contre-balancé par le talent et le professionnalisme de son équipe qui permet une haute qualité d'animation tout avec un budget réduit.

## Influences
De tous les artistes, musiciens et écrivains, c'est la musique de Susumu Hirasawa qui a eu la plus grande influence sur le style expressif de Kon,.
Kon a déclaré avoir beaucoup appris de l'attitude de Hirasawa à l'égard de la musique et de la production, et beaucoup devoir des histoires et des concepts qu'il crée à son influence,.
L'idée de Kon de contrôler le film par des fractales vient de Susumu Hirasawa, qui a appliqué des programmes de génération de fractales à la production musicale.
Les paroles d'Hirasawa ont éveillé l'intérêt de Kon pour la psychologie jungienne et les écrits de Hayao Kawai, le plus grand expert japonais en la matière, qui a décrypté psychologiquement les mythes anciens et les contes populaires, ce qui a grandement influencé sa narration et sa réalisation.
De Perfect Blue au film interrompu Dreaming Machine, toutes les œuvres de Kon ont été inspirées par celles d'Hirasawa,,,,,.
La chanson Rotation (LOTUS-2) de Susumu Hirasawa, qui est la chanson thème de Millennium Actress, a été jouée lors des funérailles de Kon.
Kon dit être influencé par tout ce qu'il a vécu dans sa vie : l'écriture, la peinture, la musique, le cinéma, les bandes dessinées, l'animation, la télévision et le théâtre.
Il a beaucoup appris d'Osamu Tezuka et de Katsuhiro Ōtomo dans le domaine des mangas, de Hayao Miyazaki dans le domaine de l'animation, et d'Akira Kurosawa et de nombreux autres grands réalisateurs japonais et internationaux dans le domaine du cinéma.
Dans son enfance, il était familiarisé avec les mangas et les dessins animés d'Osamu Tezuka, notamment Astro Boy, Le Roi Léo et Princesse Saphir.
Pendant ses années de collège et de lycée, il a regardé avec avidité des dessins animés tels que Yamato (1974), Heidi (1974), Conan, le fils du futur (1978), Galaxy Express 999 (1978-1981) et Mobile Suit Gundam (1979), que les fans d'anime ont adorés,.
Katsuhiro Ōtomo a eu une grande influence sur lui, et il cite Dōmu et Akira comme ses œuvres préférées. Il a tellement aimé Dōmu qu'il a dit que s'il pouvait faire un film, ce serait celui-là,.
Il a également déclaré avoir été fortement influencé par la technique du manga new wave (ja), lancée par Ōtomo et d'autres, qui se concentre sur des personnes ordinaires qui ne peuvent pas être les personnages principaux et dépeint des histoires dans lesquelles rien de spécial ne se produit avec un pouvoir descriptif écrasant.
Il a déclaré que son style de dessin est influencé par Ōtomo car il était son assistant lorsqu'il était dessinateur de mangas,,.
Après son entrée dans l'industrie de l'anime, il a été grandement influencé par les animateurs Hiroyuki Okiura, Toshiyuki Inoue, Takeshi Honda et Masashi Andō, et le directeur artistique Takashi Watabe.
Après être entré à l'université, il a essentiellement regardé des films en prises de vues réelles.
Il a vu la plupart des films en vidéo et a pris l'habitude de dessiner des mangas basés sur le décor, le format et la mise en scène des scènes.
Kon a déclaré : J'ai beaucoup appris des réalisateurs japonais, en particulier Akira Kurosawa, mais ce sont les films américains qui m'ont beaucoup aidé à développer ma propre grammaire cinématographique.
D'autre part, il a également déclaré qu'il trouvait intéressant que son univers cinématographique soit très asiatique, même s'il se référait trop clairement à la grammaire des films américains,.
Cependant, il n'a pas été influencé par un film ou un réalisateur en particulier, mais par tout ce qu'il avait vu, petit à petit.
Il cite toutefois Slaughterhouse Five (1972) de George Roy Hill, ou Bandits, bandits (1981), Brazil (1985) et Les Aventures du baron de Münchhausen (1988) de Terry Gilliam, pour autant qu'ils soient directement liés à ses films.
Selon lui, le « temps subjectif » du premier a influencé des films comme Perfect Blue et Millennium Actress, tandis que le thème du second a inspiré son motif, "mélangeant rêve et réalité." 
En ce qui concerne les romans, les œuvres de Ryōtarō Shiba, un romancier historique japonais, ont eu une grande influence sur Kon dans sa réflexion sur le Japon.
Il a également été très inspiré par Haruki Murakami, dont les œuvres ont été traduites dans de nombreuses langues étrangères.
Il avait vu le film Blade Runner avant de lire les romans de Philip K. Dick, et bien qu'il n'ait pas lu toutes ses œuvres, il était l'un des auteurs préférés de Kon, Kon s'étant beaucoup intéressé à l'imagerie cauchemardesque grâce à lui,.
Il était un fan des œuvres de Yasutaka Tsutsui avant même de réaliser Paprika, et l'expérience de la lecture intensive des œuvres de Tsutsui lorsqu'il avait environ 20 ans a eu une influence fondamentale sur lui.
Selon lui, l'attrait des œuvres de Yasutaka Tsutsui réside dans "l'écart par rapport à la norme".

## Œuvres

### Manga
Source ,,
- 1985 : Toriko (虜?)
- 1990 : Kaikisen (1 vol)
- 1991 : World Apartment Horror (1 vol)
- 1994-1995 : Seraphim (Seraphim 266613336 no tsubasa), avec Mamoru Oshii (inachevé, 1 vol)
- 1995-1996 : Opus (inachevé, 2 vol)
- 2011 : Fossiles de rêves (夢の化石, Yume no kaseki?), recueil d'histoires courtes

### Filmographie
Réalisations
- 1997 : Perfect Blue
- 2001 : Millennium Actress
- 2003 : Tokyo Godfathers
- 2004 : Paranoia Agent (Série TV, 13 ép)
- 2006 : Paprika
- 2007 : Ani-Kuri 15 - segment Ohayō (court métrage)

Autres
- 1991 : World Apartment Horror (en) (film live) de Katsuhiro Ōtomo - Scénariste, d'après l'un de ses propres mangas

- 1991 : Roujin Z (film) - Conception des décors
- 1992 : Hashire Melos! (en) (film) - Layout
- 1992 : Patlabor 2 (film) - Layout
- 1993 : JoJo's Bizarre Adventure (OAV) (épisode 5, 1993) : scénariste et story-boarder
- 1995 : Memories (film, 1995) : scénariste, décorateur, layout (segment Magnetic Rose)

## Récompenses
Pour Perfect Blue :
- Prix du meilleur long métrage d'animation lors de la 2e édition du B-Movie Film Festival
- Prix du meilleur film d'animation lors de la 6e édition de FanTasia
- Prix du meilleur film d'animation fantastique lors de la 17e édition de Fantasporto

Pour Millenium Actress :
- Grand Prix lors de 5e édition du Japan Media Arts Festival catégorie animation[58]
- Prix Noburō Ōfujilors de la 57e édition du Prix du film Mainichi
- Prix du meilleur film d'animation ainsi que le prix Groud breaker lors de la 6e édition de FanTasia
- Prix Orient Express lors de 33e édition du Festival international du film de Catalogne

Pour Tokyo godfathers :
- Prix d'excellence lors de la 7e édition du Japan Media Arts Festival catégorie animation[60]
- Grand Prix de l'animation lors de la 58e édition du Prix du film Mainichi

Pour Paprika :
- Prix du meilleur design visuel lors de 14e édition des Chlotrudis Award
- Prix des critiques lors de la 25e édition de Fantasporto
- Prix du public lors de la 35e édition du Festival du nouveau cinéma de Montréal
- Prix du meilleur long métrage d'animation lors la 8e édition du Festival du film de Newport Beach

Pour Opus :
- Prix Asie de la Critique ACBD 2013

## Sources
- (ja) Cet article est partiellement ou en totalité issu de l’article de Wikipédia en japonais intitulé « 今敏 » (voir la liste des auteurs).

- (en) Cet article est partiellement ou en totalité issu de l’article de Wikipédia en anglais intitulé « Satoshi Kon » (voir la liste des auteurs).